# Le Roman de Werther
Le Roman de Werther è un film del 1938 diretto da Max Ophüls.
Il film è basato sul romanzo I dolori del giovane Werther di Johann Wolfgang Goethe.

## Trama
Wetzlar, fine del 1700. Il giovane Werther, appena nominato consigliere referendario al Palazzo di Giustizia, è un giovane romantico e pieno di passione, che ama la poesia e la musica. Si innamora profondamente di Charlotte, promessa sposa di Albert Hochstätter, suo collega e amico. Il loro è un amore senza speranza e, quando Charlotte si sposa, Werther cade in una profonda depressione. Comincia a comportarsi in maniera stravagante, tanto da incorrere nella disapprovazione dei superiori, frequenta locali equivoci e si lascia andare al bere. Scrive una lettera a Charlotte, che però resta senza risposta.
La giovane donna cerca rifugio nella religione mentre Alberto, rendendosi conto del dramma di cui è protagonista Werther, gli chiede di dimettersi. Il giovane si rifugia in campagna e si uccide davanti all'albero che era stato testimone della nascita dell'amore tra lui e Charlotte.

## Produzione
Il film fu prodotto dalla Nero Films.

## Distribuzione
Distribuito dalla Monopol Film, uscì nelle sale cinematografiche francesi